# 2001 KO77
2001 KO77, também escrito como 2001 KO77, é um objeto transnetuniano (TNO) que está localizado no cinturão de Kuiper, uma região do Sistema Solar. Ele é classificado como um cubewano. O mesmo possui uma magnitude absoluta de 8,0 e tem um diâmetro com cerca de 111 km.

## Descoberta
2001 KO77 foi descoberto no dia 23 de maio de 2001 pelo astrônomo Marc W. Buie.

## Órbita
A órbita de 2001 KO77 tem uma excentricidade de 0,145 e possui um semieixo maior de 43,850 UA. O seu periélio leva o mesmo a uma distância de 37,502 UA em relação ao Sol e seu afélio a 50,198 UA.